# 諾斯鎮區 (堪薩斯州拉貝特縣)
诺斯鎮區（英語：North Township）是位於美國堪薩斯州拉貝特縣的一個行政鎮區。

## 地方資料
诺斯鎮區的面積為82.09平方千米，當中陸地面積為80.88平方千米，而水域面積為1.21平方千米。根據2010年美國人口普查的數據，當地共有人口601人，而人口密度為每平方千米7.32人。

## 外部連結
- US-Counties.com
- City-Data.com （页面存档备份，存于）